# كوبا بيرو 1999
كوبا بيرو 1999 (بالإسبانية: Copa Perú 1999)‏ هو الموسم 27 من كوبا بيرو ‏. فاز فيه Sport Coopsol Trujillo ‏.